# Доктор Фейт
Доктор Фейт (англ. Doctor Fate, досл. «Доктор Доля»), також відомий просто як Фейт (англ. Fate, досл. «Доля») — ім’я кількох супергероїв, які з’являються в американських коміксах видавництва DC Comics. Перша версія персонажа була створена сценаристом Ґарднером Фоксом і художником Говардом Шерманом, і дебютувала у More Fun Comics №55 (травень 1940 року). В основному всесвіті DC вісім різних персонажів брали на себе роль Доктора Фейта, і кожна нова ітерація намагалася осучаснити образ героя для нової аудиторії.
Найвідомішим втіленням персонажа є Кент Нельсон — археолог, який отримав свої сили від Набу, одного з Володарів Порядку, у XX столітті. Він був одним із засновників Товариства Справедливості Америки. Хоча персонаж неодноразово помирав у коміксах, його роль переходила до інших героїв. Актуальною версією Доктора Фейта є Халід Насур — єгипетсько-американський лікар (спочатку студент-медик), обраний богинею Баст новим втіленням героя. Цю версію підтримують Набу, Тот, кілька архангелів і Хаухет. Персонаж отримав схвальні відгуки критиків і часто зображується як ключовий член команди Темної Ліги Справедливості. Інші відомі втілення Доктора Фейта — це дует вітчим/пасинок Ерік і Лінда Страус, археологиня Інза Креймер, контрабандист Джаред Стівенс, реінкарнований син Людини-яструба й Дівчини-яструба Гектор Голл, а також колишній психіатр Кент В. Нельсон.
Попри те, що Доктор Фейт не досяг такого рівня впізнаваності, як Бетмен, Супермен чи Диво-жінка, він залишається одним з найдовговічніших і найвпізнаваніших персонажів DC Comics, зокрема завдяки своєму імені та впізнаваному дизайну. Персонаж регулярно з’являється як головний або другорядний герой у різних командних серіях, таких як Товариства Справедливості Америки, Міжнародної Ліги Справедливості, Темної Ліги Справедливості, а також у кількох сольних серіях.
Доктор Фейт також з’являвся в багатьох адаптаціях в інших медіа. Версія Кента Нельсона була показана в телесеріалі «Таємниці Смолвіля», де його зіграв Брент Стейт, а також у фільмі «Чорний Адам» з кіновсесвіту DC, де роль виконав Пірс Броснан. Халід Насур дебютував в анімаційному серіалі «Молода Ліга справедливості», де з’явився поряд з іншими персонажами, які зазвичай не асоціюються з Доктором Фейтом у коміксах — зокрема Затарою, Затанною та Трейсі Тринадцять.

## Створення
У інтерв’ю 1987 року Ґарднер Фокс розповів про походження персонажа: «Доктор Фейт (спочатку я назвав його Доктор Друн, але редакція змінила ім’я) був одним із моїх улюблених. Я вигадав його і навіть накидав ескіз початкового костюма — хоча з часом художники змінювали його з тих чи інших причин. Наскільки мені відомо, я написав усі історії про Доктора Фейта, що виходили до 1968 року, коли я значною мірою припинив писати комікси. Мені завжди подобалося надприродне; я читав Лавкрафта, Дерлета, Сакса Ромера, Говарда, Кларка Ештона Сміта, Вайтгеда, й інших. Фейт був породженням моєї уяви, сформованої під впливом цих авторів».

## Історія публікації
More Fun Comics № 55 представив першого Доктора Фейта в його власному шестисерійному коміксі. Після року існування без історії його походження було розказано в More Fun Comics № 67 (травень 1941 року).
Його любовним інтересом були в різний час Інза Креймер, Інза Сандерс та Інза Кармер, яку виправили на Інзу Креймер у Срібній Добі.
Коли Товариство Справедливості Америки було створено в All Star Comics № 3 (зима 1940 року), Доктор Фейт був одним з персонажів National Comics, яких компанія використовувала для спільного підприємства з All-American Publications. Востаннє він з'явився у випуску № 21 (літо 1944 року) і одночасно з цим закінчилася його власна серія в More Fun Comics у № 98 (липень-серпень 1944 року).
Крім щорічних кросоверів Ліги Справедливості та Товариства Справедливості, що відбувалися в серії Justice League of America, Доктор Фейт з'являвся в різних серіях інших героїв. Він з'явився у двосерійній історії з Людиною-годинником в Showcase № 55-56, двічі з'явився з Суперменом у World's Finest Comics (№ 208, грудень 1971 року) і в DC Comics Presents (№ 23, липень 1980 року). Також Доктор Фейт діяв у команді з Бетменом в The Brave and the Bold (№ 156, листопад 1971 року) і з'явився соло в 1st Issue Special № 9 (грудень 1975 року), написаному Мартіном Паско і намальованому Волтом Сімонсоном.
Персонаж знову з'явився в серії історій, розказаних в The Flash з № 306 по № 310 (лютий-вересень 1982 року). Сценаристом історій став Кері Бейтс, а художником — Кіт Гіффен, а Паско став керувати з № 306 (йому допомагав Стів Гербер з 310 по 313 випуск). У 1985 році DC зібрала воєдино резервні історії, що заново розповідають про походження Доктора Фейта, спочатку опублікованих в серії Secret Origins of Super-Heroes (січень 1978 року). Творцями стали Пол Левітц, Джо Стейтон і Майкл Нассір. Також була випущена знову історія з 1st Issue Special № 9 і More Fun Comics № 56 — всі три були об'єднані в трисерійний комікс The Immortal Doctor Fate.

## Сили й здібності
- Чарівник: Судячи з усього, рід Нельсонів володіє незначними вродженими магічними здібностями.
- Читання думок: Кент здатний читати думки людей, подивившись їм в очі.
- Надлюдська стійкість: Нельсон володіє підвищеною природною стійкістю до поранень.
- Телекінез: Кент може керувати предметами на відстані.
- Левітація: Завдяки телекінезу Нельсон здатний літати на невеликі відстані.
- Надлюдська сила: Також за допомогою телекінезу Кент може збільшувати свою силу.

Однак головні сили Нельсона все ж криються в його артефактах.
Кент — відмінний психіатр, який здобув докторський ступінь і має багаторічну практику в роботі з пацієнтами.

## Сприйняття
Як персонаж, Доктор Фейт утвердився як одна з довготривалих фігур у коміксах DC, хоча й не досяг рівня культурної впізнаваності таких культових героїв, як Бетмен, Супермен, Диво-жінка чи Флеш. За даними Wizard Magazine, головними перевагами персонажа є його ім’я, впізнаваний дизайн і повторюваний мотив Шолома Фейта. Незважаючи на скасування низки серій, Доктор Фейт неодноразово ставав центром мінісерій і регулярних серій.
Деякі версії персонажа здобули позитивні відгуки. Зокрема, версія Гектора Голла вважалася улюбленою серед фанатів під час публікації серії JSA у 1999 році, а втілення Халіда Насура отримало схвальну реакцію критиків. Насура часто порівнювали з Камалою Хан з Marvel Comics як представника малозаслужено ігнорованих спільнот, відзначаючи водночас його привабливий дизайн і використання єгипетських мотивів на відміну від звичних грецько-римських. Образ Доктора Фейта у виконанні Пірса Броснана у фільмі «Чорний Адам» також був позитивно сприйнятий, і персонаж навіть мав з’явитися повторно у фільмах DC Extended Universe до призначення Джеймса Ґанна головою DC Studios.

### Критика
Попри відносний успіх персонажа, в історії його публікацій існують і критичні зауваження. Зокрема, версія Джареда Стівенса була негативно сприйнята через свій дизайн і відхід від традиційних рис Доктора Фейта. Інші критики стосувалися зв’язку персонажа з Єгиптом і зображення його магічних здібностей.